# チャオズ箕輪
チャオズ 箕輪（チャオズ みのわ、1987年11月4日 - ）は、日本の女子プロボクサー。本名、箕輪 綾子（みのわ あやこ）。栃木県宇都宮市出身。階級は元バンタム級で現在はフライ級。第5・6代OPBF女子東洋太平洋フライ級王者。現WBO女子アジアパシフィックスーパーフライ級王者。日本体育大学体育学部卒業。ワタナベボクシングジム所属。

## 来歴

### アマチュア時代
中学2年のときに地元のジムでボクシングを始めるが、宇都宮文星女子高校では「ボクシングのためになるから」と護身道部に所属し、インターハイ空手道では蹴りを封印して団体優勝に貢献。
日体大進学後、横浜さくらボクシングジムに所属するとともに、関東1部リーグ所属の日本体育大学ボクシング部にも入部し、男子に混じって練習を行う。
2007年、全日本女子大会に初出場とともにバンタム級B優勝。
2008年には世界女子ボクシング選手権の日本代表に選出。準々決勝では金メダルを獲得したカロリーナ・ミカルチェクに敗れるも日本最高成績となるベスト8入賞。
2009年もアジア室内大会の日本代表にも選ばれる。
卒業後は横浜で会社員として就職するが、2011年に退社して、実家の花屋を手伝いながら競技に打ち込んでいる。
2012年全日本女子アマチュアボクシング選手権大会フライ級にて、1回戦で池原久美子（現・池原シーサー久美子）を破り、決勝では自身を破り2010年アジア大会銅メダリストとなった新本亜也に判定勝ちし優勝するが、世界選手権出場はお預けとなり、アジア選手権でベスト8が条件となった。
アジア選手権ではベスト4入りを果たし、2012年ロンドンオリンピック予選を兼ねた世界選手権に進むが、2回戦で強豪メアリー・コム（インド・ロンドン五輪銅メダリスト）に敗れオリンピックの切符を掴めなかった。
全日本選手権で7連覇を達成。アジア選手権でも2012年と2015年の2大会連続銅メダルを獲得。
2015年全日本選手権はフライ級でエントリーするが準決勝で佐伯霞に敗れる。
2016年5月、リオデジャネイロオリンピック出場を懸けた世界選手権にライト級に上げて挑むが、初戦で敗れまたしても五輪を逃した。

### プロ転向
2016年8月、同郷の渡辺均が会長のワタナベボクシングジムに所属しプロ転向。同門の江畑佳代子を相手に公開プロテストとして行われ、B級合格を決める。
9月8日、デビュー戦と共にリングネームも発表され、地元宇都宮の名物「餃子」に因んだ「チャオズ箕輪」に決まった。
9月21日、後楽園ホールでデビュー戦。ペッチパヤ・モークルンテープトンブリー相手に3回KO勝利。
デビューからわずか半月強となる10月9日、韓国でプロ2戦目としてイム・チャンミと対戦し、3回TKO勝利を飾った。
2016年12月13日、後楽園ホールで同門かつ大学の後輩でもある古川夢乃歌が世界タイトル獲得のため返上した東洋太平洋女子フライ級王座を懸けてカレアン・リバスと対戦し、3-0の判定勝利し当時好川菜々と並ぶ国内最短記録となるプロ3戦目（後に松田恵里が2戦に更新）で初タイトル獲得。
2017年5月19日、ソーンサワン・サラカーンジム（タイ）とのノンタイトルで2回1分45秒TKO勝ち。
2018年1月30日、Superball SithsaithongにKO勝利。
3月8日、プロ6戦目で初の世界挑戦として、元WBA女子世界スーパーフライ級王者天海ツナミとのWBO女子世界ライトフライ級王座決定戦に挑むが、8回終了後に棄権を申し入れプロ初黒星となった。
6月17日、タイでApinya SrinuanにTKO勝利して再起。
11月17日メキシコ・プエブラでイベス・サモラが持つWBC女子世界フライ級王座に挑むが、0-3判定で王座獲得ならず。
2020年1月18日、メキシコ・タマスラでケニア・エンリケスが持つWBC女子世界ライトフライ級暫定王座に挑むが、0-3判定で敗れ3度目の挑戦も実らなかった。
2021年12月2日、後楽園ホールにて世界王座挑戦で防衛戦をしていなかったため空位になっていた東洋太平洋女子フライ級王座を初代日本王者で同1位の池本夢実と争い、2回1分16秒TKOで王座奪還を果たした。
2022年11月5日、オーストラリアにてテイラ・ロバートソンとのWBOインターナショナルスーパーフライ級王座決定戦に挑むが、判定負け。
2023年3月30日、後楽園ホールでの「VICTORIVA vol.11」にて元WBO女子世界スーパーフライ級王者奥田朋子と同級ノンタイトル8回戦で対戦。2-0（77-75×2、76-76）の判定で勝利。
2024年6月14日、後楽園ホールでの「VICTORIVAvol.14」にてWBOアジアパシフィック女子スーパーフライ級王座決定戦として奥田朋子と再戦し、1回1分43秒TKO勝ちで王座獲得。

## 戦績
- アマチュア：52戦 37勝	19KO/RSC 15敗
- プロ：13戦 9勝 7KO 4敗

| 戦           | 日付           | 勝敗 | 時間    | 内容    | 対戦相手                               | 国籍           | 備考                                                |
| ------------ | -------------- | ---- | ------- | ------- | -------------------------------------- | -------------- | --------------------------------------------------- |
| 1            | 2016年9月21日  | ☆    | 3R      | KO      | ペッチパヤ・モークルンテープトンブリー | タイ           | プロデビュー戦                                      |
| 2            | 2016年10月9日  | ☆    | 3R      | TKO     | イム・チャンミ                         | 韓国           |                                                     |
| 3            | 2016年12月13日 | ☆    | 8R      | 判定3-0 | カレアン・リバス                       | フィリピン     | OPBF女子東洋太平洋フライ級王座決定戦                |
| 4            | 2017年5月19日  | ☆    | 2R 1:45 | TKO     | ソーンサワン・サラカーンジム           | タイ           |                                                     |
| 5            | 2018年1月30日  | ☆    | 2R      | TKO     | スーパーボール・シットサイトーン       | タイ           |                                                     |
| 6            | 2018年3月9日   | ★    | 8R 終了 | TKO     | 天海ツナミ(アルファ)                   | 日本           | WBO女子世界ライトフライ級王座決定戦                 |
| 7            | 2018年6月17日  | ☆    | 1R      | TKO     | アピンヤ・スリヌン                     | タイ           |                                                     |
| 8            | 2018年11月17日 | ★    | 10R     | 判定0-3 | イベス・サモラ                         | メキシコ       | WBC女子世界フライ級タイトルマッチ                   |
| 9            | 2020年1月18日  | ★    | 10R     | 3-0     | ケニア・エンリケス                     | メキシコ       | WBC女子世界ライトフライ級暫定タイトルマッチ         |
| 10           | 2021年12月2日  | ☆    | 2R 1:16 | TKO     | 池本夢実(琉球)                         | 日本           | OPBF女子東洋太平洋フライ級王座決定戦                |
| 11           | 2022年11月5日  | ★    | 10R     | 判定0-3 | テイラー・ロバートソン                 | オーストラリア | WBO女子インターナショナルスーパーフライ級王座決定戦 |
| 12           | 2023年3月30日  | ☆    | 8R      | 判定2-0 | 奥田朋子(堺春木)                       | 日本           |                                                     |
| 13           | 2024年6月14日  | ☆    | 1R 1:43 | TKO     | 奥田朋子(堺春木)                       | 日本           | WBO女子アジアパシフィックスーパーフライ級王座決定戦 |
| テンプレート |                |      |         |         |                                        |                |                                                     |

## 獲得タイトル
- 第5代OPBF東洋太平洋女子フライ級王座（防衛0=剥奪）
- 第6代OPBF東洋太平洋女子フライ級王座（防衛0）
- WBO女子アジアパシフィックスーパーフライ級王座（防衛0）

## 受賞歴
- 平成28年度宇都宮市長特別賞[21][22]